# КОПЕЙ
КОПЕЙ—Народная партия (исп. Copei-Partido Popular) — правоцентристская политическая партия Венесуэлы, основанная 13 января 1946 года известным юристом и политиком Рафаэлем Кальдера. Первоначально называлась КОПЕЙ (исп. Copei), испанский акроним Комитета независимой избирательной политической организации (исп. Comité de Organización Política Electoral Independiente), впрочем полное название практически не используется. Также называется Социал-христианская партия (исп. Partido Socialcristiano) или Зелёная партия (исп. Partido Verde), последнее название связано с официальным цветом партии. Входит в Центристский демократический интернационал и Христианско-демократическую организацию Америки.
В период с 1958 по 1993 годы КОПЕЙ являлась второй по значимости после Демократического действия партией Венесуэлы. За всё это время президентами страны избирались только представители этих двух партий. Политический и экономический кризис 1990-х годов, усугублённый многочисленными коррупционными скандалами, привёл к разрушению традиционной для Венесуэлы двухпартийной системы и к приходу власти в стране Уго Чавеса. С 1998 года КОПЕЙ находилась в оппозиции.

## Идеология
Идеология КОПЕЙ базируется на идеях христианской демократии и принципах католического социального учения. Четыре основных принципа, на которых базируется идеология КОПЕЙ:
- Защита человеческого достоинства.
- Субсидиарность.
- Параллельное развитие личности и общества.
- Поиск общего блага.

Социал-христианская партия создавалась как католическо-консервативная организация, чья идеология в течение длительного периода вдохновлялась идеями социального христианства. Позднее в КОПЕЙ появились тенденции к смещению в политический центр и кейнсианству в экономике. В XXI веке с приходом на пост генсека Луиса Игнасио Планаса и председателя партии Орландо Контрераса Пулидо, КОПЕЙ переформулировало свою политику в сторону правоцентристской христианской демократии, представив программу, основанную на социальной экономике и экологическом рынке, вдохновлённую такими партиями как Народная в Испании, ХДС Германии, ХДП Чили и мексиканская Партия национального действия.

## История

### Ранние годы
Предшественников КОПЕЙ можно считать социал-христианскую партию Национальный студенческий союз (исп. Unión Nacional Estudiantil, UNE), основанный Рафаэлем Кальдерой 6 мая 1936 года в результате раскола Федерации венесуэльских студентов, политическая организация (исп. Federación Estudiantes Venezolanos, Organización Política, FEV-OP), той её частью которая была недовольна чрезмерным влиянием левых радикалов. Впоследствии Кальдера создал подряд несколько партий на базе союза: Избирательное действие (исп. Acción Electoral, 1938—1941), Движение националистического действия (исп. Movimiento de Acción Nacionalista, MAN, 1941—1942) и Движения национального действия (исп. Movimiento de Acción Nacional, MAN, 1942—1946).
13 января 1946 года Кальдера основал партию Комитет независимой избирательной политической организации, более известную как Социальная христианская партия или по своей аббревиатуре КОПЕЙ. В октябре того же 1946 года КОПЕЙ приняла участие в первых для себя выборах, в Конституционную ассамблею Венесуэлы. Дебют оказался удачным, партия набрала 141 418 голосов (10,09 %), получив 19 мест из 160, уступив только правящему Демократическому действию. В 1947 году партия приняла участие во всеобщих выборах. Лидер КОПЕЙ Кальдера, собрав 262 204 голосов (22,36 %), занял второе место, пропустив кандидата от Демократического действия Ромуло Гальегоса, избранному президентом. На выборах в Национальный конгресс партия набрала 200 695 голосов (16,95 %), получив 16 мест в Палате депутатов из 110 и 4 места в Сенате из 46. Больше голосов и мест получила только одна партия, правящее Демократическое действие.

### КОПЕЙ и военная хунта
24 ноября 1948 года в Каракасе произошёл военный переворот, в результате которого президент Гальегос был свергнут, а к власти пришла военная хунта в составе подполковников Карлоса Дельгадо Чальбо, Маркоса Переса Хименеса и Луиса Фелипе Паэса. В 1952 году диктатор Венесуэлы Перес Хименес под сильным внутренним и внешним давлением был вынужден объявить о проведении выборов в Конституционную ассамблею. КОПЕЙ, деятельность которой в отличие от Демократического действия не была запрещена, решила принять в них участие.
Оппозиции, в том числе и КОПЕЙ во главе с Кальдерой, пришлось представить правительству подробную информацию о своей деятельности партий, в том числе об организуемых при их участии мероприятиях, списках членов и партийных финансах. Освещение в прессе предвыборных кампаний обеих партий было подвергнуто строжайшей цензуре. Кроме того, перед выборами была организована массовая кампания в поддержку главы военной хунты Переса Хименеса.
Первые результаты голосования преподнесли хунте неприятный сюрприз. Уже после подсчёта примерно трети голосов выяснилось, что победу одерживает оппозиция. После этого Перес Хименес запретил дальнейшее освещение в прессе подсчёта голосов. Окончательные результаты выборов были объявлены 2 декабря. Согласно данным Избирательного совета проправительственная партия получила 788 086 голосов, за ДРС проголосовали 638 336 избирателей, а за КОПЕЙ 300 309 человек. Лидеры Демократического действия в изгнании заявили, что две ведущие оппозиционные партии, Демократический республиканский союз и КОПЕЙ вместе собрали 1,6 из 1,8 млн голосов, что означало получение ими 87 мест в Ассамблее из 103. Неофициальные результаты, опубликованные Армандо Велосом Мансера, показали, что за ДРС проголосовали около 1 198 000 избирателей, за НИФ — 403 000, за КОПЕЙ — 306 000.
В знак протеста против фальсификации выборов КОПЕЙ и ДРС бойкотировали первое заседание Ассамблеи, на котором в отсутствие депутатов от оппозиции были ратифицированы результаты выборов, а Перес Хименес избран президентом Венесуэлы.

### Восстановление демократии
В январе 1958 года в результате всеобщей забастовки, организованной Патриотической хунтой, в состав которой входили представители КОПЕЙ, Демократического действия, Компартии Венесуэлы и Демократического республиканского союза диктаторский режим пал. В том же 1958 году три ведущие партии Венесуэлы, Демократическое действие, Демократический республиканский союз и КОПЕЙ заключили пакт Пунто-Фихо, получивший своё название по городу в котором он был подписан. Целью межпартийного соглашения стало достижение устойчивости воссозданной в стране демократии через равное участие всех сторон пакта в работе правительства.
КОПЕЙ приняла участие в первых после падения диктатуры всеобщих выборах, прошедших 7 декабря 1958 года. На выборах президента Рафаэль Кальдера набрал 423 262 голосов (16,21 %) и занял третье место, пропустив вперёд лидера Демократического действия Ромуло Бетанкура, главу Революционной правительственной хунты 1945—1948 годов, и контр-адмирала Вольфганга Ларрасабаля Угуэто от Демократического республиканского союза, главу Временной правительственной хунты 1958 года. На выборах в Конгресс партия также заняла третье место, собрав 392 305 голосов (15,20 %), получив 18 мест в Палате депутатов из 132 и 6 мест в Сенате из 51.
Возврат к гражданскому правлению и демократическим избирательным процедурам не принёс Венесуэле гражданского согласия. Во многом конфликты были спровоцированы внешней политикой президента Бетанкура, в том числе его поддержкой санкций против Кубы и её исключения из Организации американских государств (ОАГ). В то время как умеренные и правые круги Венесуэлы ориентировались на США, левые предпочитали поддерживать кубинского лидера Фиделя Кастро и выражали недовольство вмешательством Вашингтона во внутренние дела страны. Результатом этого противостояния стали два раскола правящего Демократического действия подряд, несколько попыток убить президента Бетанкура или свергнуть его вооружённым путём, которые вылились в полномасштабную гражданскую войну, сопровождавшуюся партизанскими действиями в сельской местности и террористическими актами, в том числе похищениями людей, в городах. Вдобавок, в 1962 году вторая по силе партия страны, Демократический республиканский союз, недовольная политикой президента Бетанкура, вышла из пакта Пунто-Фихо. В то же время КОПЕЙ осталась участником пакта, что фактически привело к формированию в Венесуэле двухпартийной системы.
Всеобщие выборы 1963 года проходили в условиях народных волнений и партизанских акций, что впрочем, не помешало правящей партии вновь одержать победу, пусть и не столь впечатляющей как ранее. Партии КОПЕЙ удалось усилить свои позиции, став второй по силе и влиянию партией Венесуэлы. Кальдера занял второе место на выборах президента, получив 589 177 голосов (20,19 %). На выборах в Конгресс за КОПЕЙ отдали свои голоса 595 697 избирателей, (20,82 %), что позволило партии завоевать 39 мест в Палате депутатов из 179 и 8 в Сенате из 47.

### Первая победа КОПЕЙ
В 1968 году, когда впервые правящее Демократическое действие проиграло на выборах и было вынуждено уступить власть оппозиции. Воспользовавшись расколом в правящей партии Рафаэль Кальдера Родригес, для которого эти выборы были уже четвёртыми, смог получить 1 083 712 голосов (29,13 %) и занять первое место, став первым президентом Венесуэлы от Социал-христианской партии. На выборах в Конгресс КОПЕЙ также добилась значительного прогресса, набрав 883 814 (24,03 %) голосов и сумев завоевать более четверти мест в обеих палатах. В то же время КОПЕЙ не смогла стать крупнейшей силой в парламенте, уступив по количеству мандатов Демократическому действию. С выборов 1968 года в Венесуэле начинается эра двухпартийная демократии и чередование у власти двух партий, ДД и КОПЕЙ, которая закончилась только в 1998 году с приходом к власти Уго Чавеса.
В отличие от предшественников, Кальдера проводил политику «международной социальной справедливости», много сделав для улучшения отношений с коммунистическими странами, в том числе Кубой. Также он договорился о «заморозке» длительного территориального спора с соседней страной Гайаной и заключен договор о демаркации границ был с Бразилией. Несмотря на свои консервативные взгляды, Кальдера продемонстрировал прагматизм, объявив всеобщую амнистию для левых повстанцев из Вооружённых сил национального освобождения (англ. Fuerzas Armadas de Liberación Nacional — FALN), которые 9 лет вели вооружённую борьбу против правительства, а также окончательно легализовал Коммунистическую партию Венесуэлы. Для умиротворения страны через интеграцию левых радикалов в политическую жизнь страны был создан Миротворческий комитет под председательством кардинала Хосе Умберто Кинтеро.
В экономике правительству Кальдеры пришлось бороться с последствиями высокой инфляции в США, характерной для первого президентства Ричарда Никсона, которая в сочетании с низкими ценами на нефть сделала экономический рост Венесуэлы в этот период минимальным. Пытаясь поднять доходы государства, Кальдера повышает до 60 % налог на доходы нефтяных компаний. При нём было начато строительство нефтехимического комплекса в штате Сулия, в столице были построены спортивно-развлекательный комплекс Poliedro de Caracas и больница доктора Мигеля Переса Карреньо, официально открыт Национальный университет Симона Боливара.

### Вновь вторые
На выборах 1973 года КОПЕЙ представлял Лоренцо Фернандес, министр внутренних дел в правительстве Кальдеры. Собрав голосов больше чем его шеф пятью годами ранее (1 605 628 или 36,70 %), он всё же уступил блестяще проведшему предвыборную кампанию кандидату ДД Карлосу Андресу Пересу. На выборах в Конгресс КОПЕЙ в очередной раз заняла второе место, получив почти треть депутатских мандатов.

### Вторая победа КОПЕЙ
Всеобщие выборы 1978 года оказались для КОПЕЙ очень удачными, чему поспособствовали многочисленные коррупционные скандалы и обвинения в адрес Переса в чрезмерных и беспорядочных государственных расходах. На президентских выборах победу одержал кандидат КОПЕЙ Луис Антонио Эррера Кампинс, за которого отдали свои голоса 2 487 318 избирателей (46,64 %). На выборах в Конгресс впервые в истории Социал-христианская партия смогла занять первое место, завоевав большинство, пусть и относительное, в Палате депутатов.
В начале президентского срока Эррера Кампинса доходы Венесуэлы от продажи нефти выросли троекратно. Отток капиталов и падение доходов от экспорта нефти в дальнейшем привели к росту государственного долга до $25 млрд. В феврале 1983 года властям пришлось объявить Центральный банк Венесуэлы неплатёжеспособным, что вызвало один из самых серьёзных экономических и финансовых кризисов в новейшей истории страны. За время правления Кампинса курс венесуэльского боливара упал с 4,30 за доллар до 15 боливаров за доллар. В результате, будучи сторонником сильного влияния государства на экономику, Кампинс был вынужден в конце своего правления проводить непопулярные меры по преодолению кризиса.
Кампинс также инициировал программу культурного развития и реформирования системы образования, за что был назван «Президент культуры» из-за важного вклада в развитие венесуэльской культуры.
В сфере внешней политики в 1980 году Кампинс подписал экономическое соглашение с Мексикой о совместной транспортировке нефти в страны Центральной Америки и Карибского бассейна. В 1982 году он занял сторону Аргентины в войне против Великобритании за Фолклендские острова, использовав антиамериканские и антибританские настроения в обществе. На этой волне Кампинс выдвинул территориальные претензии к бывшей британской колонии — соседней Гайане. Также его правительство признало Сахарскую Арабскую Демократическую Республику как суверенное государство в Западной Сахаре.

### И вновь вторые
Ко всеобщим выборам 1983 года Венесуэла оказалась в глубоком экономическом кризисе, вследствие чего КОПЕЙ проиграла борьбу за власть своему давнему сопернику, партии Демократическое действие. Кальдера, уже в пятый раз баллотировавшийся в президенты, смог набрать только треть голосов избирателей и занял второе место. На выборах в Конгресс КОПЕЙ потеряла около трети своих мест в обеих палатах.
Несмотря на провальное окончание президентского срока Хайме Лусинчи Демократическому действию удалось удержаться у власти. КОПЕЙ выдвинула в президенты Эдуардо Фернандеса по прозвищу «Эль Тигро», профессора конституционного права в Католическом университете Андреса Белло. Набрав 2 963 015 голосов избирателей (40,40 %), он продолжил давнюю традицию Социал-христианской партии, став вторым после кандидата ДД. На выборах в Конгресс КОПЕЙ несколько улучшила своё положение, получив около трети мест в обеих палатах парламента.
Серьёзный экономический и политический кризис 1980-х—1990-х годов, усугублённый обвинениями в коррупции в адрес двух президентов подряд, привёл к крушению пакта Пунто Фихо, который длительное время способствовал сохранению политической стабильности в Венесуэле. Вместе с пактом рухнула и двухпартийная система, сложившаяся в конце 1960-х годов. Для КОПЕЙ ситуация усугубилась внутрипартийным расколом. Основатель и многолетний лидер партии Рафаэль Кальдера, не сумев добиться своего выдвижения на выборах 1993 года, вышел из КОПЕЙ и создал свою партию Национальная конвергенция. Воспользовавшись ослаблением обеих ведущих партий Венесуэлы, Кальдера смог добиться избрания президентом, получив 30,46 % голосов избирателей, в то время как его бывший однопартиец Освальдо Альварес Пас собрал 22,73 %. В Национальном конгресса КОПЕЙ осталась второй по числу мандатов силой, но теперь у неё были лишь около четверти мест.
Кальдере не удалось разрешить тяжелейший экономический и политический кризис, в котором уже не первый год жила Венесуэла, что создало предпосылки для прихода к власти в результате выборов 1998 года Уго Чавеса.
В преддверии президентских выборах 1998 года экономист и политик Энрике Салас Рёмер, губернатор штата Карабобо, известный своей борьбой за расширение прав и возможностей граждан и децентрализацию Венесуэлы, решил выдвинуть свою кандидатуру на пост президента. Он покидает КОПЕЙ и на базе региональной партии «Передовой проект» (исп. Proyecto Avanza) создаёт новую центристскую христианско-демократическую партию «Проект Венесуэла» (исп. Proyecto Venezuela).
На президентских выборах 1998 года КОПЕЙ не стало выдвигать своего кандидата, решив поддержать кандидатуру Ирэн Саес, «Мисс Вселенная» 1981 года, представителя Венесуэлы при ООН, успешного мэра самого богатого района Каракаса — Чакао. К началу президентской кампании 1998 года Саес казалась очень привлекательным кандидатом, имея очень высокий рейтинг. Но из-за резкого роста популярности Уго Чавеса и ряда ошибочных решений, принятых Саес на посту мэра, её рейтинг быстро упал с 70 % до 15 %. В результате за неделю до выборов КОПЕЙ решила вслед за ДД поддержать лидера правоцентристской партии «Проект Венесуэла» Энрике Саласа Рёмера, который на тот момент считался единственным, кто был способен бросить вызов Уго Чавеса. Впрочем, даже объединённая поддержка Рёмера со стороны КОПЕЙ и ДД не позволила ему победить Чавеса. На парламентских выборах КОПЕЙ смогла занять лишь третье место, потеряв более половины своих мест в обеих палатах Национального конгресса.

### В оппозиции Чавесу
С 1998 года КОПЕЙ находилась в оппозиции к режиму Уго Чавеса и его преемника Николаса Мадуро. Что интересно, семья Чавеса традиционно поддерживала Социал-христианскую партию, в частности, его отец, Уго де лос Рейес Чавес, был основателем и лидером КОПЕЙ в штате Баринас.
В 1999 году состоялись выборы в Конституционную ассамблею. Для участия в них КОПЕЙ вместе с Демократическим действием, «Проектом Венесуэла» и партией «Конвергенция» образовали коалицию «Полюс демократии» (исп. Polo Democrático). Даже объединившись противники Чавеса потерпели поражение, сумев получить голосов в три раза меньше чем пропрезидентский блок и всего 4 места из 131.
На президентских выборах 2000 года КОПЕЙ вновь не стала выдвигать своего кандидата, поддержав губернатора штата Сулия Франсиско Ариаса Карденаса, некогда друга и соратника президента Венесуэлы Уго Чавеса. На выборах в однопалатное Национальное собрание партия заняла четвёртое, получив всего 6 мест из 165.
В 2000 году ряд активистов молодёжного крыла КОПЕЙ во главе с Энрике Каприлесом, тогда мэром Баруте, основали свою партию, «В первую очередь справедливость» (исп. Primero Justicia). Созданная первоначально как региональная, она уже через три года превратилась в общенациональную, став со временем одной из ведущих партий античавесовской оппозиции.
Парламентские выборы 2005 года КОПЕЙ наряду с ещё четырьмя ведущими оппозиционными партиями бойкотировала. В том же году бывший губернатор штата Сулия Освальдо Альварес Пас покинул Социал-христианскую партию и основал правую христианско-демократическую организацию, Народный альянс (исп. Alianza Popular), позднее переименованную в Народное движение (исп. Movimiento Popular).
В 2006 году КОПЕЙ первоначально выставила на президентских выборах своего кандидата, губернатора штата Тачира Серхио Кальдерона Омара, но позже сделала ставку на губернатора штата Сулия Мануэля Росалеса, которого поддержали более 40 оппозиционных партий.
В 2007 году, впервые за десять лет, состоялся партийный съезд, на котором был принят новый устав, название изменено на КОПЕЙ—Народная партия (исп. Copei-Partido Popular) и сформулирован новый партийный лозунг: Sí hay futuro. В ноябре того же 2007 года КОПЕЙ выступила против проекта конституционной реформы, предложенного Чавесом.
В региональных выборах 2008 года КОПЕЙ приняла участие как часть оппозиционной коалиции под названием «Национальное единение» (исп. Unidad Nacional). Партии удалось добиться избрания своих кандидатов на пост губернатора штата Тачира, мэрами 12 муниципалитетов, в том числе в столицах штатов Сан-Карлос и Мерида, а также провести несколько депутатов в законодательные советы ряда штатов.
В 2010 году КОПЕЙ приняла участие в парламентских выборах в составе оппозиционного блока Коалиция демократического единства (исп. Mesa de la Unidad Democrática, MUD). Партии удалось завоевать 5 мест по мажоритарным округам, ещё 1 мандат был получен по партийным спискам.
На президентских выборов 2012 года и досрочных президентских выборах 2013 года КОПЕЙ, как и весь оппозиционный блок «Круглый стол демократического единства», поддерживала кандидатуру Энрике Каприлеса Радонски, губернатора штата Миранда.
В парламентских выборах 2015 года КОПЕЙ участвовало в составе блок «Круглый стол демократического единства». Впервые с 1998 года оппозиции удалось одержать победу над сторонниками покойного президента Уго Чавеса. В то время как оппозиционный блок получил 99 мест в Национальной ассамблее из 167, правящая Единая социалистическая партия Венесуэлы смогла завоевать лишь 46 мандатов.
После ряда расколов влияние и популярность КОПЕЙ значительно уменьшились. В 2010-х годах партия смогла сохранить относительную популярность только в трёх штатах: Тачира, Миранда и Фалькон.
На президентских выборах 2018 года часть партии поддержала Энри Фалькона. На президентских выборах Копей получила 9,6% голосов.

## Президенты от КОПЕЙ
| № | № (Президент) | № (Срок) | Портрет | Президент                   | Дата      | Способ избрания   | Профессия |
| - | ------------- | -------- | ------- | --------------------------- | --------- | ----------------- | --------- |
| 1 | 1             | 1-й      |         | Рафаэль Кальдера            | 1969—1974 | Победа на выборах | Политик   |
| 2 | 2             | 1-й      |         | Луис Антонио Эррера Кампинс | 1979—1984 | Победа на выборах | Журналист |